# Rockwood (Tennessee)
Rockwood é uma cidade localizada no estado norte-americano de Tennessee, no Condado de Roane.

## Demografia
Segundo o censo norte-americano de 2000, a sua população era de 5774 habitantes.
Em 2006, foi estimada uma população de 5451, um decréscimo de 323 (-5.6%).

## Geografia
De acordo com o United States Census Bureau tem uma área de
20,5 km², dos quais 20,4 km² cobertos por terra e 0,1 km² cobertos por água. Rockwood localiza-se a aproximadamente 250 m acima do nível do mar.

## Localidades na vizinhança
O diagrama seguinte representa as localidades num raio de 20 km ao redor de Rockwood.